# Ewa Skibińska
Ewa Skibińska (ur. 11 lutego 1963 we Wrocławiu) – polska aktorka teatralna, filmowa i telewizyjna.
Współpracowała z reżyserami, takimi jak Maciej Wojtyszko, Jerzy Jarocki, Tadeusz Różewicz, Feliks Falk, Andrzej Wajda i Krystian Lupa.

## Życiorys
Jej ojciec był kierownikiem Domu Kultury Kolejarza we Wrocławiu. Jako licealistka zadebiutowała jako aktorka występem w amatorskim Teatrze „Zielona Latarnia” we Wrocławiu.
Po ukończeniu w 1981 IX Liceum Ogólnokształcącego we Wrocławiu rozpoczęła studia na Wydziale Lalkarski, ale za namową Igora Przegrodzkiego przeniosła się na Wydział Aktorski we wrocławskiej filii Państwowej Wyższej Szkole Teatralnej im. Ludwika Solskiego w Krakowie, którą ukończyła w 1986. Jeszcze podczas studiów wystąpiła jako senna zjawa Krysia w spektaklu Witolda Gombrowicza Historia (1985) Teatrze Polskim we Wrocławiu, którego została stałą aktorką. Występowała także gościnnie w teatrach: Rozrywki w Chorzowie (1986) i Współczesnym im. Edmunda Wiercińskiego we Wrocławiu (2005).
Na kinowym ekranie zadebiutowała niewielką rolą Ewy Borecznej, żony Janusza (Jerzy Zelnik) w melodramacie Romana Załuskiego Głód serca (1986) u boku Ewy Kasprzyk. W telewizyjnym dramacie Zero życia (1987) zagrała pielęgniarkę Anię, młodzieńczą miłość maturzysty (Tomasz Hudziec). W serialu Krzysztofa Kieślowskiego Dekalog VIII (1988) pojawiła się jako studentka opowiadająca skomplikowaną historię skrzypaczki (Krystyna Janda).
Uznanie krytyki i publiczności zdobyła rolą Oli Watowej w ekranizacji jej autobiograficznej opowieści w reżyserii Roberta Glińskiego Wszystko, co najważniejsze... (1992). Największą popularność przyniosła jej postać Elżbiety Walickiej, żony Bruna (Krzysztof Pieczyński) w serialu TVP2 Na dobre i na złe (1999–2002). Wielu telewidzom kojarzy się także z rolą Teresy Kopytko-Żukowskiej w serialu Polsatu Pierwsza miłość (od 2004).
W 2017 została aktorką Teatru Powszechnego w Warszawie.

### Życie prywatne
Ma córkę Helenę z Krzysztofem Mieszkowskim.
Przez lata była uzależniona od alkoholu. Od 2013 jest abstynentką.

## Nagrody i odznaczenia
Ma na swoim koncie trzy nagrody Złotej Iglicy 1989, 2000, 2003 i jedną nagrodę Brązowej Iglicy 2002. W 1993 odebrała Nagrodę Towarzystwa Przyjaciół Teatru we Wrocławiu za najciekawszy epizod jako Jana, narzeczona Franza w sztuce Tadeusza Różewicza Pułapka w reżyserii Jerzego Jarockiego. Rola Mariedl w spektaklu Prezydentki (2000) przyniosła jej nagrodę na XL Kaliskich Spotkaniach Teatralnych. Jest także laureatką nagrody z okazji Międzynarodowego Dnia Teatru za najciekawszą rolę kobiecą w 2001. Za postać Ireny w przedstawieniu Przypadek Klary (2002) otrzymała nagrodę aktorską na XLII Kaliskich Spotkaniach Teatralnych.
W 2002 została odznaczona Brązowym Krzyżem Zasługi, a w 2011 – Srebrnym Medalem „Zasłużony Kulturze Gloria Artis”.

## Filmografia[6]
| Rok                | Tytuł                                     | Rola                                                |
| ------------------ | ----------------------------------------- | --------------------------------------------------- |
| 1986               | Na kłopoty... Bednarski                   | Karin Wagner                                        |
| 1986               | Głód serca                                | Ewa Boreczna                                        |
| 1987               | Zero życia                                | Anka                                                |
| 1988               | Dekalog VIII                              | studentka                                           |
| 1989               | Gdańsk 39                                 | Helma Torlemans                                     |
| 1989               | Ostatni prom                              | Ania, kochanka Andrzeja                             |
| 1989               | Porno                                     | Julia                                               |
| 1990               | Urodziny Kaja                             | prostytutka                                         |
| 1990               | Piggate                                   | Lucy Crawford                                       |
| 1991               | In flagranti                              | Ewa                                                 |
| 1991               | Latające machiny kontra Pan Samochodzik   | Diana Denver                                        |
| 1992               | Wszystko, co najważniejsze...             | Ola Wat                                             |
| 1994               | Podróż do Polski                          | Krystyna                                            |
| 1994               | Dlaczego moje koleżanki to mają, a ja nie |                                                     |
| 1995               | Tato                                      | przyjaciółka Ewy                                    |
| 1998               | Ekstradycja 3                             | panienka                                            |
| 1999–2002          | Na dobre i na złe                         | Elżbieta Walicka                                    |
| 1999               | Tydzień z życia mężczyzny                 | Marta, kochanka Adama                               |
| 2002–2003          | Gorący temat                              | Barbara Dereń-Gromska                               |
| 2003               | Na Wspólnej                               | Joanna Rawska, była kochanka Andrzeja Brzozowskiego |
| 2004–2010, od 2019 | Pierwsza miłość                           | Teresa Żukowska (z domu Kopytko)                    |
| 2004               | O czym są moje oczy                       | mama Marty                                          |
| 2007               | Świat według Kiepskich                    | babka Paździocha                                    |
| 2009               | Plebania                                  | Urszula                                             |
| 2010               | Matka Teresa od kotów                     | Teresa                                              |
| 2010               | Licencja na wychowanie                    | feministka Róża                                     |
| 2010               | Hotel 52                                  | Magda                                               |
| 2010               | Świat według Kiepskich                    | Teresa Żukowska (z domu Kopytko)                    |
| 2012–2015          | Barwy szczęścia                           | Urszula Korzeniak                                   |
| 2012               | Paradoks                                  | patolog Barbara Bartke                              |
| 2013               | Oszukane                                  | Grażyna Szarucka                                    |
| 2013               | Lekarze                                   | Jolka, żona Czarka                                  |
| 2014               | Prawo Agaty                               | Jadwiga Woźniak                                     |
| 2015               | Powiedz tak!                              | Brzozowska, matka Wiktora                           |
| 2016               | Artyści                                   | redaktorka Marzena Ochab                            |
| 2016               | Kobiety bez wstydu                        | Roma, matka Katarzyny                               |
| 2017               | Lekarze na start                          | Wanda Marczak, matka Tomasza                        |
| 2018               | Ślepnąc od świateł                        | Ewa                                                 |
| 2018               | Druga szansa                              | policjantka Róża                                    |
| 2020               | W głębi lasu                              | Natalia Kopińska                                    |
| od 2021            | Odwilż                                    | Małgorzata Adamczyk, matka Kasi                     |
| 2022               | Słoń                                      | matka Bartka                                        |
| 2023               | Przyjaciółki                              | Karolina, matka Marty                               |
| 2023               | Jedyny gatunek w rodzaju człowieka        |                                                     |
| 2024               | Udar                                      | Teresa, szefowa stacji                              |
| 2024               | Powrót do życia                           | Karolina Fiszer, matka Mai                          |